# Chuka
Chuka és una pel·lícula dels Estats Units de Gordon Douglas i Richard Jessup, estrenada el 1967. Ha estat doblada al català.

## Argument
Ocupant un de fort de l'exèrcit americà, l'aventurer Chuka i soldats són assetjats per indis revoltats per la fam que els delma.

## Repartiment
- Rod Taylor: Chuka
- Ernest Borgnine: Sergent Otto Hahnsbach
- John Mills: Coronel Stuart Valois
- Luciana Paluzzi: Señora Veronica Kleitz
- James Whitmore: Lou Trent
- Angela Dorian: Señorita Helena Chavez
- Louis Hayward: Maj. Benson
- Michael Cole: Spivey
- Hugh Reilly: Capità Carrol
- Barry O'Hara: Slim
- Joseph Sirola: Jake Baldwin
- Marco Antonio: Hanu
- Gerald York: Tinent Daly
- Herlinda Del Carmen: l'indi
- Lucky Carson: el conductor